# Prinz-Albert-Gesellschaft

Logo der Prinz-Albert-Gesellschaft – Royal Albert Society

Die Prinz-Albert-Gesellschaft – Royal Albert Society ist ein eingetragener Verein mit der Aufgabe, Forschungen über wissenschaftliche, kulturelle und politische Aspekte der deutsch-britischen Beziehungen zu fördern. Der Patron der Gesellschaft ist Prince Philip, Duke of Edinburgh.

## Geschichte
Die Prinz-Albert-Gesellschaft wurde am 7. März 1981 gemeinsam von der Universität Bayreuth und der Stadt Coburg gegründet. Sie entstand im Kontext der Gründung der Universität Bayreuth. Deren Gründungspräsident Klaus Dieter Wolff verfolgte das Ziel, die junge Universität in der Region zu verankern. Bei der Namensgebung wurde auf den Großbritannien und Deutschland verbindenden und gemeinsames Erbe schaffenden Prinz Albert von Sachsen-Coburg und Gotha, den Ehemann der Königin Victoria von England, zurückgegriffen. Es war bereits sein Ansinnen, durch eine deutsch-britische Kooperation Recht und Frieden in Europa zu schaffen, um eine internationale Verständigung zu befördern.

## Tätigkeiten
Die Gesellschaft hält jährlich deutsch-britische Konferenzen in Coburg und London ab. Neben Universitätsseminaren gibt die Gesellschaft die Schriftenreihe Prinz-Albert-Studien und die Schriftenreihe Prinz-Albert-Forschungen heraus. Außerdem verleiht sie durch die Auslobung von Essay-Wettbewerben den Duke of Gloucester's Essay Prize in Deutschland und den Hans-von-Herwarth-Preis in Großbritannien. Die Prinz-Albert Gesellschaft pflegt eine enge Kooperation mit britischen Wissenschaftlern und Forschungsinstitutionen. Kooperationspartner waren unter anderem die Victorian Society in London, die Royal Society of Arts, die Universitäten Kingston, Leicester und Nottingham sowie das AHRC Research Centre for Environmental History in Stirling.

## Präsidenten
- 1981–1982 Kurt Kluxen
- 1982–1995 Adolf M. Birke
- 1995–2008 Franz Bosbach
- 2008–2011 Dieter J. Weiß
- seit 2011 Frank-Lothar Kroll